# Церква святої Тройці (Чортків)
Церква святої Тройці в Чорткові — втрачений парафіяльний храм у Чорткові Тернопільської области.

## Відомості
У 1607 році польський ротмістр польського війська Михайло Яків заснував на горі Юрчинських монастир оо. василіян та церкву святої Тройці.
Монастирська церква була мурована, однобанна та хрещата. Церква мала двоє дверей — головні західні та бічні південні. 
Стан церкви не був дуже добрий, і монахи думали про побудову нової мурованої церкви. Проєкт замовив дідич Чорткова Йоахім Потоцький, а схвалив його о. Анастасій Шептицький. Але він так і не був реалізований.